# Corythucha brunnea
Corythucha brunnea är en insektsart som beskrevs av Gibson 1918. Corythucha brunnea ingår i släktet Corythucha och familjen nätskinnbaggar. Inga underarter finns listade i Catalogue of Life.